# مونتروز (مینه‌سوتا)
مونتروز، مینه‌سوتا (به انگلیسی: Montrose, Minnesota) یک شهر در ایالات متحده آمریکا است که در شهرستان رایت واقع شده‌است.

## خصوصیات
مونتروز ۸٫۳۱ کیلومترمربع مساحت و ۲٬۸۴۷ نفر جمعیت دارد و ۳۰۳ متر بالاتر از سطح دریا واقع شده‌است.